# باد دگرگونی
«نسیم تغییر» تک‌آهنگی از گروه هارد راک آلمانی اسکورپیونز است که در سال ۱۹۹۱ میلادی منتشر شد. این ترانه، توسط کلاوس ماین، خواننده این گروه نوشته شده است. ترانه در آلبوم دنیای دیوانه گروه قرار گرفت و سال ۱۹۹۱ به یک تک‌آهنگ پرفروش تبدیل شد. این زمانی بود که اتحاد جماهیر شوروی سقوط کرد و این ترانه به دلیل مضمون آن که به پاسداشت سیاست گلاسنوست و پایان جنگ سرد مربوط بود، مورد توجه قرار گرفت.
میلیون‌ها نسخه از این آهنگ در سرتاسر دنیا به فروش رفته و میزان فروش آن حدود ۱۴ میلیون نسخه برآورد می‌شود. در چارت‌های فرانسه، آلمان، هلند، نروژ، لهستان، سوئیس و اتریش در رتبه اول و در چارت‌های استرالیا، کانادا و ایالات متحده جزو ده ترانهٔ اول قرار گرفت.